# José Patrocinio Jiménez
Jiménez  Bautista est un nom espagnol. Le premier nom de famille, en général paternel, est Jiménez ; le second, en général maternel, souvent omis, est Bautista.
José Patrocinio Jiménez Bautista (né le 17 janvier 1952 à Ramiriquí, département de Boyacá) est un coureur cycliste colombien des années 1970 et 1980, professionnel de 1984 à 1988. 
Il était l'un des meilleurs coureurs de sa génération en Colombie. L'un des seuls à pouvoir disputer l'hégémonie de Rafael Antonio Niño sur le cyclisme national. En 1976, il profite de l'absence de celui-ci pour réaliser un retentissant doublé Tour de Colombie - Clásico RCN. Ses sept autres podiums dans les deux courses les plus importantes du pays (cf Palmarès) lui permirent d'être sélectionné dans son équipe nationale. Il disputa notamment le Tour de l'Avenir, qu'il finit troisième en 1981 (après avoir fini sixième en 1980), ou la Coors Classic qu'il remporta en 1982.
Au vu de ses résultats, c'est tout naturellement qu'il fait partie de la première équipe cycliste colombienne (amateur) invitée à participer à un grand tour, le Tour de France 1983. Malgré ces 31 ans, il fait un Tour remarquable, finissant à la dix-septième place du classement général final et quatre fois dans les dix premiers, lors des arrivées d'étape. Comme lors du contre-la-montre du Puy de Dôme où il finit troisième, ou bien quand il termine quatrième de l'étape, menant à Bagnères-de-Luchon. Ces résultats, il les doit à ses qualités de grimpeur qui lui permirent de finir deuxième du classement de la montagne, après avoir porté le maillot à pois cinq jours.
Ce Tour 83, associé à son podium lors du Tour de l'Avenir 1981 et à l'engouement que suscite les grimpeurs colombiens dans les équipes cyclistes européennes, lui permet de passer professionnel, l'année suivante. Avec Edgar Corredor, il intègre une équipe espagnole, la Teka. Il participe au Tour d'Espagne. Il y obtient son meilleur résultat dans un grand tour, avec une septième place au classement général final. La même année, il décroche son meilleur résultat dans le classement général final d'un Tour de France, avec une quinzième place.
En 1985, on fait appel à lui lors de la création de la première équipe professionnelle colombienne, l'équipe cycliste Café de Colombia. Pendant quatre années, il en sera le capitaine de route.

## Équipes[2]
- Amateur :
  - 1983 :  Colombie - Piles Varta
- Professionnelles :
  - 1984 :  Teka
  - 1985 :  Piles Varta - Café de Colombia - Mavic
  - 1986 :  Café de Colombia - Piles Varta
  - 1987 :  Piles Varta - Café de Colombia
  - 1988 :  Café de Colombia

## Palmarès
- Tour de l'Avenir
  - 1 fois sur le podium (3e en 1981)[3].
  - Vainqueur du classement du meilleur grimpeur en 1981[4].
  - 2 victoires d'étape en 1980[1] et en 1981[4].
- Clásico RCN
  - Vainqueur du classement général en 1976[5].
  - 2 fois sur le podium (2e en 1977 et en 1979)[6].
  - 2 victoires d'étape en 1976[5] et en 1982[7].
- Tour de Colombie
  - Vainqueur du classement général en 1976.
  - 5 fois sur le podium (2e en 1975 et en 1977, 3e en 1979, en 1980 et en 1983)[8].
  - 3 victoires d'étape en 1976[9], en 1979 et en 1981[10].
- Coors Classic
  - Vainqueur du classement général en 1982.
- Tour du Guatemala
  - Vainqueur du classement général en 1976.
  - Vainqueur du classement général en 1977.
- Grand Prix Guillaume Tell 1981
  - 6e étape secteurs a et b[11]
  - 2e du classement général[12]

## Résultats sur lesgrands tours

### Tour de France
4 participations.
- 1983 : 17e du classement général et 2e du classement du meilleur grimpeur.
- 1984 : 15e du classement général.
- 1986 : 21e du classement général.
- 1988 : 51e du classement général.

### Tour d'Espagne
3 participations.
- 1984: 7e du classement général.
- 1986: 32e du classement général.
- 1987: 16e du classement général.

### Tour d'Italie
Aucune participation.

## Résultats sur les championnats

### Championnats du monde professionnels
1 participation.
- Barcelone 1984 : 25e au classement final[14].

### Championnats du monde amateurs
2 participations.
- San Cristóbal 1977 : abandon[15].
- Prague 1981 : 59e au classement final[16].